# USS Gridley (DDG-101)
El USS Gridley (DDG-101) es un destructor de la clase Arleigh Burke en servicio con la Armada de los Estados Unidos. Su nombre USS Gridley honra a Charles V. Gridley. Fue puesto en gradas en 2004, botado en 2006 y asignado en 2007.

## Construcción
Construido por Bath Iron Works (Bath, Maine), fue colocada su quilla el 30 de julio de 2004, botado el 11 de febrero de 2006 y asignado el 10 de febrero de 2007.

## Historia de servicio

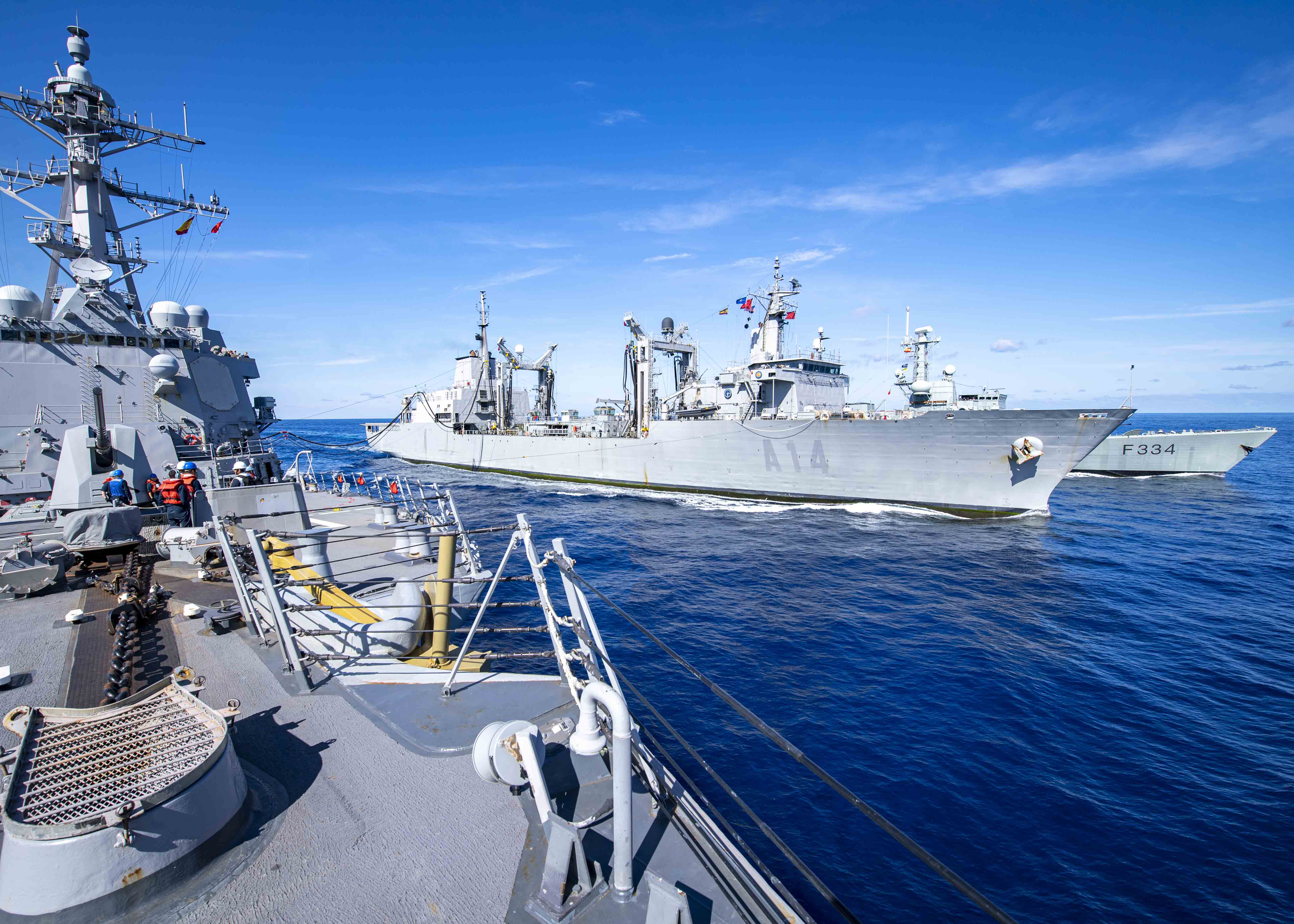
El buque español Patiño aprovisiona combustible al destructor estadounidense USS Gridley durante el ejercicio Dynamic Mariner 2019.

Su actual apostadero es la base naval de San Diego, California.